# Theo Intra
Theo Intra (* 20. Januar 1930 in Frankfurt am Main; † 16. März 1981 ebenda) war ein deutscher Bahnradsportler.
Theo Intra kam aus einer Radsportfamilie; schon sein Vater und sein Großvater fuhren Rennen. Sein Vater gründete den RV Sossenheim neu. Er war ein Schulkamerad von Erwin Moos, der ab 1962 das Rennen Rund um den Henninger-Turm organisierte. Das Rennen entstand aus einer Initiative von Intra und zwei dessen Vereinskameraden, die im Frankfurter Waldstadion Steherrennen ausrichten wollten. Sie holten die Gebrüder Moos mit ins Boot, die schließlich eine Veranstaltungs-GmbH gründeten, die auch das Straßenrennen ausrichtete. Bevor Intra seine erste Meisterschaft gewann, konnte er mit seinem Standardpartner Horst Holzmann in der Saison 1949 30 Zweier-Mannschaftsrennen gewinnen, damit dominierten beide diese Disziplin.
1950 wurde Intra als Mitglied des VC Frankfurt am Main zweifacher deutscher Meister: in der Einerverfolgung der Amateure sowie im Zweier-Mannschaftsfahren, gemeinsam mit Horst Holzmann. Anschließend trat er zu den Profis über und bestritt bis 1959 hauptsächlich Sechstagerennen. Er startete bei insgesamt 30, konnte keines gewinnen, errang aber mehrfach zweite Plätze, so etwa dreimal beim heimischen Sechstagerennen in Frankfurt.
1951 belegte Intra gemeinsam mit Karl Weimer Platz drei bei der deutschen Meisterschaft im Zweier-Mannschaftsfahren, und 1955 wurde er deutscher Vize-Meister in der Einerverfolgung der Profis.
Nach Beendigung seiner Radsport-Laufbahn eröffnete Intra in seinem Heimatort Sossenheim ein Fahrradgeschäft, das weiterhin besteht und heute (2016) von seinem Sohn Markus Intra, ebenfalls ehemaliger Radsportler, sowie vom ehemaligen Radsport-Profi Kai Hundertmarck betrieben wird. Die Familie Intra hatte sich nach dem tödlichen Verkehrsunfall von Hundertmarcks Eltern seiner angenommen. Auch der Enkel Felix Intra ist Radsportler.